# Murat Alyüz
Murat Alyüz (* 16. August 1920 in Istanbul; † 30. Mai 2006 ebenda) war ein türkischer Fußballspieler. Er spielte seine gesamte Karriere für Fenerbahçe Istanbul und konnte mit diesem Verein mehrere nationale Titel holen.

## Karriere
Alyüz besuchte das renommierte Istanbuler Darüşşafaka-Gymnasium (türkisch Darüşşafaka Lisesi) und begann hier mit dem Fußballspielen. Nachdem sich sein Talent in der Stadt herumgesprochen hatte, wurde er im Sommer 1941 von Fenerbahçe Istanbul verpflichtet.
Zu Alyüz' Verpflichtung existierte in der Türkei keine landesübergreifende Profiliga, stattdessen gab es in den Ballungszentren wie Istanbul, Ankara und Izmir regionale Ligen, von denen die İstanbul Ligi (auch İstanbul Futbol Ligi genannt, dt. Istanbuler Liga) als die renommierteste galt. Da sich die İstanbul Ligi gerade in der Saisonpause befand, nahm Alyüz mit Fenerbahçe an der Millî Küme teil, einer Art als Turnier konzipierte und unregelmäßig veranstaltete nationale Meisterschaft, an der die Mannschaften der drei Großstädte Istanbul, Ankara und Izmir teilnahmen. In diesem Turnier debütierte Alyüz in der Partie vom 17. Mai 1941 gegen Gençlerbirliği Ankara. Bis zum Turnierende absolvierte er elf von 18 möglichen Spiele.
Mit seinen Milli-Küme-Einsätzen im Sommer 1941 erkämpfte sich Alyüz einen Stammplatz in Fenerbahçes Abwehr und behielt diesen bis in die Saison 1947/48. Während dieser Zeit holte er mit seinem Verein dreimal die Istanbuler Meisterschaft und dreimal die Milli-Küme-Meisterschaft. Die Meisterschaften der Millî Küme wurden dabei unter den Nachfolgeturnieren Maarif Mükafatı und Millî Eğitim Kupası geholt.
Ab dem Sommer 1948 begann Alyüz nicht mehr als Stammspieler aufzulaufen und kam pro Saison auf einige sporadische Einsätze. In der Spielzeit 1949/50 holte er ein weiteres Mal mit Fenerbahçe die Istanbuler Meisterschaft.
Im Frühjahr 1952 wurde die İstanbul Futbol Ligi aufgelöst und in ein professionelles Ligasystem überführt. Fortan existieren die İstanbul Profesyonel Ligi (dt.: Istanbuler Profiliga) und die zweithöchste Spielklasse, die İstanbul İkinci Küme (dt.: Zweite Istanbuler Liga). Somit spielte Fenerbahçe ab dem Frühjahr in dieser neugestalteten Istanbuler Profiliga. Auch Alyüz spielte eine Spielzeit für seinen Klub in dieser neuen Liga. Nachdem auch die Meisterschaft in dieser Liga verfehlt wurde, erlebte der Klub eine unruhige Zeit mit sehr vielen gegenseitigen Schuldzuweisungen. Die Aufbruchstimmung nah Alyüz schließlich zum Anlass und beendete 1952 seine Karriere.

### Nationalmannschaft
Alyüz' Nationalmannschaftskarriere begann 1948 mit einem Einsatz für die türkische Nationalmannschaft. Im Rahmen eines Testspiels gegen die Griechische Nationalmannschaft wurde er Nationaltrainer Ignác Molnár, welcher zu diesem Zeitpunkt auch Alyüz' Verein Fenerbahçe Istanbul Cheftrainer betreute, zum ersten Mal für das Aufgebot der türkischen Nationalmannschaft nominiert und gab in dieser Partie sein A-Länderspieldebüt.
Mit der türkischen Auswahl nahm Torkal an den Olympischen Sommerspielen 1948 teil. Insgesamt absolvierte er vier A-Länderspiele.

## Erfolge
Mit Fenerbahçe Istanbul
- Meister der İstanbul Futbol Ligi: 1943/44, 1946/47, 1947/48
- Meister der Millî Küme: 1940
- Meister der Maarif Mükafatı: 1943/44
- İstanbul-Pokalsieger: 1944/45
- Premierminister-Pokalsieger: 1943/44
- Bildungsministeriums-Pokalsieger: 1945, 1946, 1950

Mit der Türkischen Nationalmannschaft
- Teilnahme an den Olympischen Sommerspielen: 1948

## Tod
Torkal verstarb am 30. Mai 2006 in Istanbul. Er wurde einen Tag später nach dem Mittagsgebet in der Istanbuler Ataköy-5. Kısım-Moschee beigesetzt.